# Svatopluk Rada
Svatopluk Rada (* 21. September 1903 in Zlín; † 16. April 1952 in Prag) war ein tschechischer Bergbauingenieur und Geheimdienstmitarbeiter.

## Leben
Svatopluk Rada, der zunächst als Bergmann tätig war, erhielt 1928 den Ingenieurstitel nach seinem Studium in Příbram an der Hochschule für Bergbau. Nach einer Zeit als Assistent an der Bergbauschule in Ostrava war er im oberschlesischen Bergbaurevier, sowie in Bergbauregionen im Donezbecken, auf dem Balkan und in der Türkei beschäftigt. In Bulgarien und Jugoslawien baute er ab 1936 für den tschechoslowakischen Geheimdienst mit Hilfe seiner Firmenkontakte ein Agentennetz auf. 1941 schloss er sich einer Einheit der Tschechoslowakischen Exilarmee an, die unter dem Kommando des Generals Heliodor Píka im russischen Busuluk stationiert war. 
1945 als Industrieminister in der neuen tschechoslowakischen Regierung gehandelt, war Rada seit 1946 Direktor der Zentralverwaltung für Bergbau beim Ministerium für Industrie. Er war auch Mitglied der Kommission, die nach Abschluss des Tschechoslowakisch-Sowjetischen Uranvertrages vom 23. November 1945 dessen Umsetzung überwachen sollte. Zu Beginn der 1950er Jahre geriet Rada in den Sog der stalinistischen Schauprozesse. Nach Verhaftung des  Generalsekretärs der KSČ Rudolf Slánský als Kopf eines „staatsfeindlichen Verschwörerzentrums“ sparten die Folgeprozesse auch den sensiblen Bereich der Uranindustrie nicht aus. Rada machte die Staatssicherheit durch Kontakte zu westdeutschen Firmen und Behörden auf sich aufmerksam. Zudem hatte er Mitarbeiter befördert, die dem Sozialismus reserviert gegenüberstanden. Ab 1951 wurde gegen ihn ermittelt und Rada schließlich am 16. April 1952 in Prag unter Hausarrest gestellt. In der folgenden Nacht starb er durch einen Pistolenschuss. Die offizielle Todesursache lautete Selbstmord. Bei einer erneuten Überprüfung des Vorfalls 1962 konnte ein Mord nicht ausgeschlossen, aber auch nicht mehr bewiesen werden.